# Comandamentul Trupelor din Transilvania 1919

## Biroul Informații
Maior - Niculecu N.
Maior - Drouhet Ed.

## Biroul Adjutantură
Maior - Georgescu M.

## Serviciul Artilerie
Colonel - Altenliu Th.
Locotenent- Caloianu Ath.
Locotenent- Dumitrescu Gh.

## Serviciul Geniu
Maior - Nicolau D.
Sublocotenent - Cartianu Th.
Sublocotenent - Pantazi Al.

## Serviciul Sanitar
Medic General - Potârcă
Medic Colonel- Papiu
Medic Veterinar Colonel- Moga N.

## Biroul Operații
Maior - Tiron Ioan
Capitan- Dumitrache I.